# Surrection (géologie)
La surrection ou soulèvement tectonique est le processus géologique d'élévation en altitude de roches par la tectonique des plaques. Si la vitesse de soulèvement est supérieure à la vitesse de l'érosion, il y a création de reliefs (orogenèse), sinon on a simplement apparition à l'affleurement de terrains de plus en plus profonds (isostasie). Le soulèvement peut ainsi être orogénique ou isostatique. Il s'agit d'un cas particulier d'ascendance. L'opposé du soulèvement est la subsidence. 
Le soulèvement orogénique est le résultat de la collision des plaques tectoniques et aboutit à des chaînes de montagnes ou à un modeste soulèvement d'une large région. L'Himalaya, par exemple a été (et est encore) formée par la collision de deux plaques continentales : la plaque indienne et la plaque eurasiatique. Cette collision a produit le plateau tibétain, ainsi que l'Himalaya et les chaînes associées.  Le plateau du Colorado avec ses spectaculaires canyons donc le fameux Grand Canyon est aussi le résultat d'un large soulèvement suivi par l'érosion fluviale. Le Massif central en France est une chaîne de montagne ancienne (orogenèse varisque) qui a subi un soulèvement tectonique, lié à l'orogenèse alpine, on dit que le massif a été « rajeuni ».
Le soulèvement isostatique inclut le soulèvement progressif suivant la rapide érosion, enlevant de la matière à une chaîne de montagne. Le sol monte à la suite de son  allégement. Un autre exemple de soulèvement isostatique est le rebond post-glaciaire qui suit la fonte des glaciers continentaux et des calottes glaciaires. La baie d'Hudson et les Grands Lacs au Canada sont actuellement en train de se soulever, en réponse à la fonte des calottes glaciaires il y a 10 000 ans. Ce même effet s'observe en péninsule Scandinave, où par exemple la Haute Côte s'est élevée de 285 m depuis la dernière glaciation.

## Notion de surrection
La surrection correspond à un déplacement des roches par rapport à l'altitude zéro. Ce mouvement conduit à la formation d'un relief positif (altitude croissante).
Il convient de bien distinguer la surrection de l'exhumation qui traduit un déplacement des roches par rapport à la surface de la Terre. L'exhumation peut avoir lieu alors que le relief est négatif (sous le niveau de la mer).

## Éléments historiques
La notion de surrection est née au milieu du XIXe siècle avec les théories mobilistes.
Avant l'avènement de ces dernières, la majorité des géologues du XIXe siècle sont adeptes de la théorie générale de la Terre en refroidissement : les masses internes de la planète perdant leur chaleur, elles se contractent, ce qui doit provoquer l'affaissement des couches superficielles de ce qui est déjà décrit comme le manteau terrestre. 
Au cours de la seconde moitié du XIXe siècle, diverses théories mobilistes, suggérant l'existence de mouvements verticaux au sein des massifs rocheux émergent. Léopold de Buch décrit les orogenèses comme des soulèvements successifs et multiples. Sir Charles Lyell (1867) défend l'idée que l'activité souterraine persistante et la gravité sont les forces responsables des mouvements verticaux. Lyell évoque des pressions latérales importantes pour expliquer la formation des failles, plis, séries sédimentaires inversées et parle de chevauchements. Mais Lyell attribue ces surpressions latérales à l'expansion précoce par la chaleur, de grandes quantités de roches solides. Eduard Suess en 1875 marque réellement l'avènement des théories mobilistes en soutenant l'hypothèse de mouvements horizontaux à l'échelle du globe, et abandonne la théorie de René Descartes d'unicité du mouvement d'affaissement ou de soulèvement à une époque donnée.
Les travaux à travers les Alpes de Hans Schardt (1898), Maurice Lugeon (1902) et Pierre Termier (1904) contribuent, à la fin du XIXe siècle - début du XXe siècle, à l'acceptation générale des théories mobilistes.
Dans tous les cas, le terme surrection est utilisé pour décrire la formation d'un relief, c'est-à-dire l'élévation de roches au-dessus du niveau de la mer.

## Causes de la surrection
La surrection peut être provoquée par les mouvements tectoniques : 
- en domaine de convergence, le raccourcissement horizontal peut conduire à la formation d'une chaîne de montagne. C'est le cas des reliefs alpins et himalayens par exemple ;
- en domaine d'extension, l'amincissement de la lithosphère peut conduire à la formation de reliefs. C'est le cas du rift est-africain.

La surrection peut aussi être provoquée par ajustement isostasique, dans le cas des rebonds post-glaciaires entre autres. C'est le cas des reliefs du Massif Armoricain et de la Scandinavie.